# Hidden in Plain View
Gli Hidden in Plain View sono un gruppo pop punk/emo di cinque componenti formatosi nel nord del New Jersey. La band si è formata nel 1999 e si è sciolta nel 2007. Durante la sua carriera di sei anni e mezzo, il gruppo ha pubblicato due album studio e tre EP. Hanno partecipato a diversi tour quali il Warped Tour, oltre che l'Invasion Tours della Drive-Thru Records negli Stati Uniti, in Europa e in Giappone.

## Storia
Provenienti da diverse città nelle vicinanze di Hopatcong, New Jersey, gli Hidden in Plain View si sono formati nel 1999, quando i membri fondatori degli 8 over Par Joe Reo (voce) e Rob Freeman (chitarra/voce di sfondo) si sono uniti ai membri fondatori dei Jersey Nonsense Kenny Ryan (chitarra) e Chris Amato (basso), con Derek Reilly che si è aggiunto alla batteria. Il nome "Hidden in Plain View" si riferisce ad una situazione accaduta al cantante Reo mentre lavorava in un supermercato, dove un cliente usò una volta tale espressione dopo essersi reso conto che l'articolo che cercava da molto era proprio di fronte ai suoi occhi.
Con tale line-up originale, il gruppo ha registrato una demo da tre tracce e si è presto messo in contatto con l'etichetta discografica locale DAB Records, con la quale ha pubblicato nel marzo del 2001 il suo primo EP ormai molto ricercato, Find, prodotto da Chris Badami.
Successivamente Reilly è stato sostituito con Jay Snyder. La band poi è stata scritturata dalla Note to Self Records agli inizi del 2002. Per il loro secondo EP intitolato Operation: Cut-Throat, il gruppo ha optato per un suono più leggero ed elevato rispetto alle solite chitarre pesantemente distorte e ai tempi veloci della batteria tipici del loro genere, pur mantenendo un certo grado di malinconia nei testi e nelle melodie vocali. Il CD è stato pubblicato l'11 giugno 2002. Prima della fine dell'anno, Ryan lasciò il gruppo per formare la Rushmore Records (ora Drive-Thru Records), e fu rimpiazzato da Mike Saffert.
Sebbene fosse stato annunciato un nuovo album dalla Note to Self, che da allora era stata promossa a LLR Recordings, gli Hidden in Plain View firmarono a giugno del 2003 un contratto con la nuova etichetta pop punk sud-californiana Drive-Thru Records. In contemporanea con l'annuncio del loro nuovo contratto, la LLR ristampò Operation: Cut-Throat. La band, tuttavia, andò avanti a registrare quattro tracce del loro album autointitolato per il debutto con la Drive Thru. Dopo la registrazione dell'EP, Snyder lasciò la band per dare il via alla Negative Progression Records. L'EP Hidden in Plain View fu pubblicato a novembre del 2003, e nei titoli di copertina figurava il nome che aveva sostituito Snyder, ossia Spencer Peterson, residente a Newnan, Georgia e nato ad Oil City, Pennsylvania. Peterson si unì alla band a 19 anni, mentre era ancora uno studente dell'Atlanta Institute of Music.
Per quanto riguarda le pubblicazioni, l'anno seguente fu in qualche modo meno impegnativo per il gruppo, che è apparso solo nell'album di tributo ai Counting Crows Dead and Dreaming: An Indie Tribute to Counting Crows e sulla compilation di Natale della Drive-Thru Records Happy Holidays from Drive-Thru Records; nonostante ciò, la band ha eseguito estenuanti tournée sia negli Stati Uniti che in Gran Bretagna ed ha registrato il suo primo album studio. Life in Dreaming, uscito all'inizio del 2005, presentava un suono molto più maturo, eppure tagliente ed in alcuni momenti più oscuro rispetto al precedente EP della band, grazie agli ultimi due membri aggiunti alla formazione, Saffert e Peterson.
Per la maggior parte del 2005 il gruppo è stato in tour nazionali ed internazionali, suonando in 24 date del Warped Tour, visitando per la prima volta il Giappone e fungendo da co-headliner per l'Invasion Tour europeo della Drive Thru del 2005, che ha toccato in totale sedici città in sette diversi paesi europei. Il 16 ottobre 2005, gli Hidden in Plain View hanno partecipato alla Dew Circuit Breakout di MTV2 (una battaglia tra band televisiva), gareggiando nella finale di New York contro Pete Miser.
Il 29 gennaio 2007 la band annunciò lo scioglimento, dovuto a differenze creative e personali all'interno del gruppo. Il lavoro precedentemente registrato, intitolato Resolution, fu comunque pubblicato dalla Drive-Thru Records il 24 luglio 2007. Il CD era già trapelato sulla rete il 15 luglio 2007.

## Formazione

### Formazione attuale
- Joe Reo - voce
- Rob Freeman - chitarra e voce
- Mike Saffert - chitarra
- Chris Amato - basso
- Spencer Peterson - batteria

### Ex componenti
- Derek Reilly - batteria
- Kenny Ryan - chitarra
- Jay Snyder - batteria

## Discografia

### Album
- Life in Dreaming (2005)
- Resolution (2007)

### EP
- Find (2001)
- Operation: Cut-Throat (2002)
- Hidden in Plain View (2003)

### Tracce non inserite negli album
- "Mr. Jones" – pubblicata in Dead and Dreaming: An Indie Tribute to Counting Crows (2004)
- "Hot 'n' Sexy" – pubblicata nel B-side del singolo in vinile 7" "Ashes Ashes" (2004)
- "Christmas Song" – pubblicata su Happy Holidays from Drive-Thru Records (2004)
- "I Ran" – pubblicata su Punk Goes 80's (2005)[7]
- "Ferriswheel" – pubblicata nel demo da tre tracce
- "Kicking Stones" – pubblicata nel demo da tre tracce
- "To Your Grave" – pubblicata nel demo da tre tracce